# Нильс Трешов
1. перенаправление Тресков, Нильс